# Улица Куйбышева (Владикавказ)
Улица Куйбышева (осет. Куйбышевы уынг) — улица во Владикавказе, Северная Осетия, Россия. Улица располагается в Иристонском муниципальном округе. Начинается от проспекта Мира и заканчивается улицей Зураба Магкаева.

## Расположение
Улицу Куйбышева пересекают улицы Ленина, Революции, Тамаева, Фрунзе, Ватутина, Академика Шёгрена, Лермонтовская, Пушкинская, Декабристов, Годовикова, Гудованцева, Побежимова.
По нечётной стороне улицы начинаются переулок Вахтангова, Маркуса, Рамонова, переулок Восточный.
На чётной стороне улицы заканчиваются улицы Гостиева, Неведомского, Народов Востока и Пионеров. На чётной стороне начинается улица Бородинская.

## История
Улица названа в честь советского общественного деятеля Валериана Владимировича Куйбышева.
Улица образовалась в середине XIX века и впервые была отмечена на «Карте Кавказского края» как улица Грозненская. Упоминается под этим же названием в Перечне улиц, площадей и переулков от 1911 года.
В 1898 году на улице было построено здание Государственного банка.
В начале XX века по улице проходила трамвайная линия от Театральной площади (Площадь Ленина) и сворачивала на Марьинскую улицу (улица Маркуса).
В 1925 году эта улица отмечена как улица Кооперации.
В 1937 году улица отмечена на «Плане города Орджоникидзе» как улица Куйбышева.
В 1939 году на территории от пересечения с Пушкинской улицей до угла с улицей Декабристов был построен Медицинский институт, который в 1995 году был преобразован в Северо-Осетинский государственный медицинский институт.
В 1941 году на пересечении с улицей Маркуса на бывшей Базарной площади был разбит сквер имени Куйбышева. В начале 1950-х годов на территории Центрального рынка были построены два торговых павильона из красного армянского туфа по проекту архитектора Геворга Чкнаворяна.
Осенью 1981 года по улице проходила траурно-похоронное шествие с гробом таксиста Казбека Гаглоева в сторону здания Правительства Республики во время конфликта с ингушами.
В январе 1994 года на улице был открыт первый в городе продуктовый сетевой супермаркет «Стэйтон».
В начале 2000-х годов в конце улицы был построен военный городок «Хольцман».

## Достопримечательности
Памятники культурного наследия
- д. 3/ Вахтангова, 1 — памятник истории[11]. Бывший дом Общества взаимопомощи приказчиков[12]. В этом доме в 1920—1925 годах размещался горком комсомола и комсомольский клуб Владикавказа, где в 1925—1967 гг. жил участник борьбы за Советскую власть Веген Вартанович Будагов (Вартан Вартанович Оганесянц)[13].
- д. 4 — памятник архитектуры[11]. Бывшее здание Владикавказского отделения Государственного банка. Архитектор П. П. Шмидт. Построено в 1903 году.
- д. 5/ переулок Вахтангова 2 — памятник архитектуры[11]. Здание, где в 1942 году размещалась рота автоматчиков 34-го стрелкового полка Орджоникидзевской дивизии НКВД, отсюда ушёл в свой последний бой Герой Советского Союза Пётр Парфенович Барбашов.
- д. 6/ Ленина 37 — памятник архитектуры[11]. Бывшее здание Торгового дома, так называемый «Персидский магазин». Построено в 1880 году.
- д. 11/ Революции 33 — памятник архитектуры[11]. Бывшая гостиница «Коммерческая». Построено в 1880 году. Здесь в 1918 году располагался грузинский социалистический отряд Александра Алексеевича (Саши) Гегечкори.
- д. 12/ Революции 31 — памятник архитектуры[11].
- д. 17/ улица Маркуса, 2/ улица Тамаева, 29 — памятник истории[11]. В этом доме жили участник борьбы за Советскую власть Максим Борисович Блиев (1945—1959); писатели Тазрет Урусбиевич Бесаев (1943—1961), Созырыко Аузбиевич Бритаев (1941—1961), Харитон Давидович Плиев (1947—1966), Тотырбек Исмаилович Джатиев (1940—1941), композитор Андрей Семенович Тотиев (1937—1948); артисты Соломон Кириллович Таутиев (1939—1946) и Варвара Савельевна Каргинова (1943—1946).
- д. 18/ Гостиева 28 — памятник архитектуры[11]. Бывший Торговый дом Зипаловых. 1905, архитектор В. И. Грозмани.
- д. 19, 21 — памятник архитектуры[11]. два торговых павильона Центрального рынка. Построено в начале 1950-х годов. Архитектор — Г.В. Чкнаворян.
- д. 20 — памятник архитектуры[11].
- д. 22 — памятник архитектуры[11].
- д. 38/ Бородинская, 1 — памятник истории. Дом, в котором жил поэт Х. Д. Дзаболов.

Другие здания
- 23 — в этом доме проживал революционер китайского происхождения Пау Тисан[14].
- Бывшая гостиница «Европа» на углу с проспектом Мира.
- Бывший дом Уланова на углу с проспектом Мира.
- Здание кожевенного магазина Шелудякова.
- Бывший дом Шошиева.
- Бывшее здание управления Сунженского отдела Терского казачьего войска (в настоящее время — здание государственного национального оркестра Газданова.
- Здание школы № 3 на углу с улицей Гостиева.
- Здание нотно-музыкальной библиотеки на углу с улицей Тамаева.
- Пожарная часть МЧС.